# Joe Abreu
Joseph Lawrence Abreu (24 de mayo de 1913 - 17 de marzo de 1993) fue un jugador de béisbol estadounidense de ascendencia portuguesa. Formó parte del cuadro de las Grandes Ligas de Béisbol de Estados Unidos, jugando nueve temporadas en el béisbol profesional, una de ellas en las Grandes Ligas. Sirvió en la Armada de los Estados Unidos durante la Segunda Guerra Mundial.

## Primeros años
Abreu fue el sexto de nueve hermanos, tres de los cuáles fueron boxeadores profesionales, sus padres emigraron de Portugal a Estados Unidos en 1906.
Se graduó de la preparatoria McClymonds en 1934 y después entrenó a un equipo local de béisbol de la Legión Americana. Pasó el verano de 1935 trabajando como personal de mantenimiento en una empresa mayorista de licores en San Francisco (California). Ese verano, jugó béisbol semiprofesional con los Central Banks de la Liga de la ciudad de Berkeley (California), donde atrajo la atención de muchos cazatalentos profesionales.

## Carrera profesional
En 1936, comenzó su carrera con los Yakima Pippins, donde bateó .396, lo que les ayudó a ganar el campeonato de la Liga del Noroeste. La temporada siguiente, Abreu jugó dividiendo su tiempo entre los Spokane Hawks de Clase B y los Oakland Oaks de Clase AA. Con los Hawks, bateó .324 con 23 dobles, 12 triples y 4 jonrones en 91 partidos. Lideró al equipo en triples, fue segundo en promedio de bateo y tercero en dobles.
Con los Oaks esa temporada, Abreu bateó .148 con un doble y un triple en 19 juegos. En 1938, jugó toda la temporada con los Oaks. Bateó .299 con 28 dobles, 4 triples y 11 jonrones en 167 juegos. Lideró a los Oaks en jonrones y fue segundo en dobles esa temporada.
La siguiente temporada la de 1939, volvió a pasar toda la temporada con los Oaks, bateando para .288 con 14 dobles, 9 triples y 4 jonrones en 140 partidos. En 1940, jugó para los Fort Worth Cats de la Liga de Texas, categoría A-1. Bateó para .250 con 27 dobles, 6 triples y 10 jonrones en 158 partidos. Abreu comenzó la temporada de 1941 con los Fort Worth Cats y bateó para .235 con 3 triples en 13 partidos. Pasó la segunda mitad de la temporada de 1941 con los Milwaukee Brewers, en la organización de los Chicago Cubs. Bateó para .284 con 12 dobles, 2 triples y 11 jonrones en 100 partidos.

## Rojos de Cincinnati
Abreu estaba participando en los entrenamientos de primavera con los Brewers en 1942 cuando se enteró por telegrama que había sido vendido a Los Angeles Angels, y una semana después fue vendido de nuevo a los Birmingham Barons, quienes lo enviaron a su club matriz, los Cincinnati Reds. Hizo su debut en las Grandes Ligas el 23 de abril de 1942, contra los Pittsburgh Pirates. En su siguiente juego, conectó su primer jonrón contra Lefty Wilkie. En 9 juegos con los Reds, Abreu bateó .214 con 1 doble, 1 jonrón y 3 carreras impulsadas.

## Regreso a los Yankees
El 16 de julio de 1942, los Rojos cambiaron a Abreu junto con Jim Turner a los New York Yankees con Frankie Kelleher. Fue asignado a los Newark Bears de Clase AA y esa temporada bateó .236 con 4 dobles y 1 triple en 30 juegos.

## Segunda Guerra Mundial
Abreu comenzó su servicio en la Marina de los Estados Unidos en 1943, en el contexto de la Segunda Guerra Mundial. Estuvo destinado en la Estación Aeronaval de Livermore (California). Durante su servicio, continuó jugando béisbol en la Liga del Ejército y la Marina, donde fue seleccionado como All-Star. También jugó con los Golden Glows de las ligas de verano e invierno de Alameda. Posteriormente fue entrenado por el entonces receptor de los Reds, Ray Lamanno, en el equipo de béisbol de la Estación Aeronaval de Livermore, y jugó con los jugadores Bill Rigney, Cookie Lavagetto y Ray Scarborough.

## Carrera posterior
Abreu regresó al béisbol después de la guerra. Fue asignado a los Newnan Brownies de clase D, donde comenzó su carrera como jugador-mánager en 1946. Bateó .352 con 24 dobles, 1 triple y 21 jonrones en 106 juegos. Estaba empatado en primer lugar en la New York–Penn League esa temporada. Después, recibió una liberación incondicional. La siguiente temporada de 1947, Abreu dividió la temporada entre los Newnan Brownies de clase D de la Liga Georgia-Alabama y los Dayton Indians de clase D de la Liga Estatal de Ohi. Con los Brownies, los dirigió, bateó y jugó para ellos. Bateó .290 con 28 dobles, 2 triples y 8 jonrones en 104 juegos con Newnan. Durante su etapa con Dayton, Abreu bateó para .228 con 3 dobles, 1 triple y 1 jonrón en 25 juegos. En su última temporada profesional, jugó y dirigió a los Tampa Smokers de Clase C de la Florida State League. Con Tampa, bateó para .265 con 7 dobles y 1 jonrón en 25 juegos.

## Vida posterior
Tras terminar su carrera como jugador profesional, empezó una carrera como entrenador. Fue uno de los cuatro mánagers de los Santa Rosa Cats de Clase D en 1949. Abreu solicitó su baja de Tampa para atender asuntos en su hogar en Oakland (California). Luego regresó a su California natal para jugar con el equipo semiprofesional Guy's Drugs de Oakland (California), que ganó el campeonato de la Liga de Invierno Bush Rod (la primera liga en usar la regla del bateador designado). A mediados de la década de 1950, jugó sóftbol con el equipo del Centro de Suministros Navales y participó en clínicas locales de béisbol en la zona.

## Vida personal y muerte
Abreu se casó con Berenice Marshall el 4 de enero de 1939, aunque no tuvieron hijos. Era un entusiasta de la magia y un mago aficionado. Su interés fue tras ver al exlanzador de los Detroit Tigers y Oakland Oaks y mago profesional Carlos Zamloch realizara un espectáculo de magia en su escuela secundaria. Durante su permanencia con los Reds, Abreu dijo saber 400 trucos de cartas y fue miembro de la Sociedad Estadounidense de Magos. Murió el 17 de marzo de 1993 en Hayward, California a la edad de 79 años y fue enterrado en el cementerio Evergreen-Washelli en Seattle (Washington).